# 262 př. n. l.

## Události
- pergamský král Eumenés I. porazil v bitvě u Sard seleukovského krále Antiocha I.

#### Probíhající události
- 267–261 př. n. l.: Chrémonidova válka

- 264–241 př. n. l.: První punská válka

## Hlavy států
- Seleukovská říše – Antiochos I. Sótér (281–261 př. n. l.)
- Egypt – Ptolemaios II. Filadelfos (285–246 př. n. l.)
- Bosporská říše – Pairisades II. (284–245 př. n. l.)
- Pontus – Ariobarzanes (266–250 př. n. l.)
- Kappadokie – Ariamnes (280–230 př. n. l.)
- Bithýnie – Nicomedes I. (278–255 př. n. l.)
- Pergamon – Eumenés I. (263–241 př. n. l.)
- Sparta – Akrotatos (265–262 př. n. l.) » Areus II. (262–254 př. n. l.) a Eudamidas II. (275–245 př. n. l.)
- Athény – Antipatrus (263–262 př. n. l.) » Arrheneides (262–261 př. n. l.)
- Makedonie – Antigonos II. Gonatás (272–239 př. n. l.)
- Epirus – Alexander II. (272–255 př. n. l.)
- Římská republika – konzulové Lucius Postumius Megellus a Q. Mamilius Vitulus (262 př. n. l.)
- Syrakusy – Hiero II. (275–215 př. n. l.)
- Numidie – Gala (275–207 př. n. l.)